# Sam Kingsley
Sam Kingsley, pseudoniem voor Samuel Glasoog (Amsterdam, 8 oktober 1878 – aldaar, 8 juli 1933) was een Nederlands bokser.
Hij was zoon van Rebecca Sealtiel en sigarenmaker Jacob Glasoog, wonende aan de Weesperstraat. Hijzelf was sinds 1911 getrouwd met Maria Sara Post, wier achternaam hij ook wel gebruikte (Sam Post).
Het gezin vertrok uit de woning van de Nieuwe Kerkstraat 45 (dan nog Joden Kerkstraat) naar Engeland, alwaar hij begon te boksen, onder meer bij de Green Dragon Boxing. Vanuit Engeland reisde hij af naar Australië en Nieuw-Zeeland, maar kon ook daar geen geschikte opponent vinden en riep zich toen maar uit tot nationaal kampioen. Eenmaal terug in Nederland bleef hij actief in de bokswereld en riep zichzelf bij gebrek aan tegenstanders ook uit tot kampioen van Nederland. Hij was met een aantal boksmaten betrokken (passief) bij de oprichting van de Nederlandse Boksbond in 1911. Hij trok op met maatje en tegenstander Henry Placké die ongeveer dezelfde reisstrategie en kampioenschappen hanteerde. Beiden vochten onderling, maar ook tegen Cornelis Kolm, daadwerkelijk Nederlands kampioen 1911.
Groot nieuws in Nederlands was de bokspartij tussen Kingsley en Placké; een spannende maar tevens bloederige wedstrijd, die in de zesde ronde vanwege een diskwalificatie van Placké werd beëindigd (Placké zou worsteltechnieken hebben toegepast). Eigenlijk kwam het erop neer dat beide boksers niet meer verder konden. Placké was groot en sterk; Kingsley klein en behendig.
Ook Kingsley hield er een boksschool op na, eerst in de Wagenstraat, later in de Warmoesstraat. In 1916 werd Kingsley dan Nederlands kampioen boksen, al was de tegenstand ook toen miniem. In 1918 was zij n laatste wedstrijd; hij bokste tegen Martin Hockey.
Daar waar Placké na zijn actieve loopbaan snel vergeten werd, bleef Kingsley nog enige tijd verbonden aan de bokssport, hij werd trainer. Zo was hij manager van een team dat in 1924 ten strijde trok tegen Duitse boksers in Duitsland; het werd geen succes.
Tijdens zijn inspanningen voor de bokssport zakte de belangstelling voor die sport steeds weer in, om vervolgens weer in de belangstelling terug te komen. De eerste periode was dat na 1903, de tweede periode was tijdens de Eerste Wereldoorlog, de derde een boksverbod in sommige steden rond 1921. Om voldoende inkomsten te hebben tijdens die perioden beoefende Glasoog tal van beroepen, als er maar voldoende vraag naar was. Zo was hij kleermaker en zou hij met Post een variétéact hebben gevormd.
Zijn tweede vrouw Maria Sara Post (overleden in 1963, 70 jaar oud) was trouwens ook actief in de bokssport. Ze was weleens sparringpartner van haar man in demonstratiewedstrijden en gaf les aan vrouwen, maar daar kon het echtpaar niet van leven. Zij was wel degene die over haar man het verhaal lanceerde dat hij met een glazen oog bokste; in zijn bokstijd repte daar niemand over. Anderen meldden dat hij aan het eind van zijn leven blind zou zijn geweest.
Kingsley en Placké werden in 2019 nog gezien als de twee belangrijkste boksers uit de beginperiode van de bokssport in Nederland.
Hij werd begraven op De Nieuwe Ooster.
.